# Pelseneeria stimpsonii
Pelseneeria stimpsonii är en snäckart som först beskrevs av Addison Emery Verrill 1872.  Pelseneeria stimpsonii ingår i släktet Pelseneeria och familjen Eulimidae. Inga underarter finns listade i Catalogue of Life.